# 5-е тысячелетие
5-е (пя́тое) тысячеле́тие  по григорианскому календарю — тысячелетие с 1 января 4001 года по 31 декабря 5000 года.  Оно наступит через 1976 лет.

## Астрономические события
- 22 ноября 4296 года — Венера покроет звезду Антарес (α Скорпиона).
- В XLIV веке, приблизительно в 4390-е годы, Комета Хейла — Боппа вернётся в Солнечную систему. Её прохождение перед Солнцем было в 1996—1997 годах.
- 10 ноября 4557 года — Венера покроет звезду Регул (α Льва).
- 14 августа 4747 года — Венера покроет звезду Регул (α Льва).
- 21 октября 4772 года — закончится очередной цикл календаря майя.
- В XLIX веке Большая комета 1811 года вернётся в Солнечную систему. По расчётным данным астрономов, это произойдёт в 4876 году.

## В литературе
В 4338 году происходит действие романа Владимира Одоевского «4338-й год: Петербургские письма» (1835).
В 4300 году разница между юлианским и григорианским календарями достигнет 1 месяца, и новый 4301 год по юлианскому календарю наступит 1 февраля по григорианскому календарю.[значимость факта?]